# قصر السعادة (باكو)
قصر السعادة أو سراي السعادة في باكو (بالأذربيجانية Səadət Sarayı)، هو مبنى تاريخي جميل في وسط مدينة باكو، يعتبر من أجمل معالم السياحة في أذربيجان.

## التاريخ
أنشاء المبنى من قبل مليونير الأذربيجاني مورتوزا مختاروف لزوجته ليزا هانم توغانوفا. 
كانت ليزا ابنة متوسطة للجنرال من أصل أوسيتي. كان لدى مرتضى مفاجأة لليزا التي لم تستطيع ان تخفي دهشتها تجاه جمال المبنى عندما رأته في فينيسيا. ارسل مختاروف رجلا على الفور إلى فينيسيا لشراء خطة تنشيد المبنى المذكور ومخططاته الإنشائية في يوم من عودته إلى باكو. يتم بدء الأعمال الإنشائية بعد ابتياع المخططات الإنشائية.
```
أختير أولا مكان لإنشاء المبنى في الشارع الذي يسمى الآن «الإستقلالية». ولكن أنشأ قصر السعادة في مكانه الحالي، أي في شارع مرتضى مختاروف. لأن مالك العرض كان لا يريد ان يشتري أرضه بمقابل المال الوفير. انتهى إنشاء 
القصر
 الرائع خلال المدة القصيرة (في السنوات 
1911
-
1912
).
```

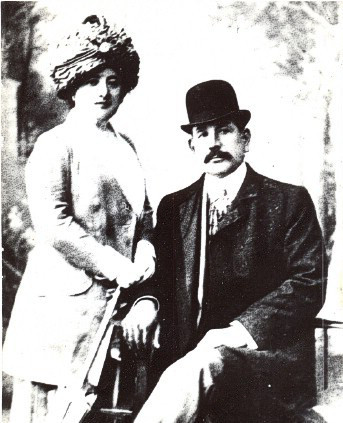
مورتوزا مختاروف و زوجتهل ليزا هانم

انتهى إنشاء القصر في عام 1912. يأتي مرتضى مختاروف بسيدة ليزا بحجة التنزه إلى امام هذا المبنى. أصبحت ليزا مسرورة جدا عندما ترى القصر وتستمع ان مختاروف اهداه لها. عاش المليونير من مدينة باكو مع زوجته في هذا القصر حتى عام 1920. ان كل الأعمدة والأقواس، بوتا والزهور، النوافذ والأبواب وكل الزخرفات للقصر تعتبرأعمالا فنية فريدة من نوعها ولؤلؤة معمارية.
التجول في القصر والتمتع بالفن المعماري الرائع والتفاصيل الدقيقة التي يمتاز بها المبنى وجمال الديكورات والنقوش وأيضا الأثاث والنجف والتحف بداخله.
موقع القصر في وسط المدينة يتيح لك الوصول إلي عدة اماكن سياحية في باكو اذربيجان داخل البلدة القديمة، تستطيع زيارتها والتعرف عليها وذلك سيرا على الأقدام.
تم تصميم القصر على الطراز القوطي الفرنسي من قبل المهندس المعماري بلوشكو. أنشأ المبنى من قبل شركة «الإخوان قاسيموف» على الرغم من أن بلوشكو أعد مشروع بناء القصر. فيما بعد تم تغيير اسم المبنى واصبح هذا القصر ناديا نسائيا باسم علي بايراموف بعد احتلال أذربيجان من قبال البلاشفة. ثم أستخدم القصر المذكور كمتحف شيروان شاه. علاوة على ذلك، أستخدم القصر كمكان لإجراء عقد الزواج لسنوات عديدة. اما الأجزاء الداخلية للقصر هي رائعة جدا.

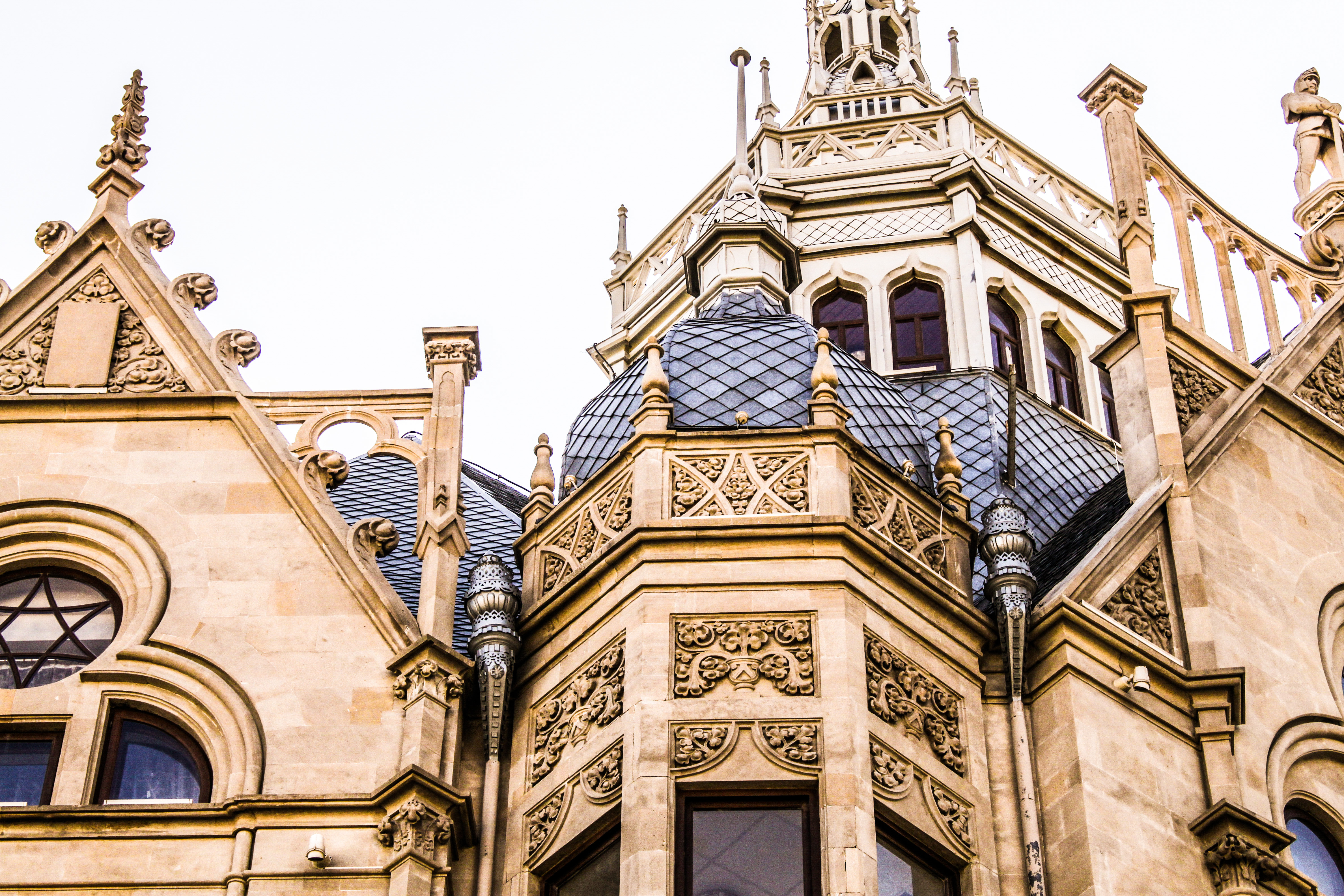
رؤية قصر السعادة من امام

تركت السيدة ليزا البلاد بعد موت زوجها لتجنب اعتقالها من قبل البلاشفة. توفيت سيدة ليزا في مدينة مرسيليا الفرنسية في عام 1950 وفقا للمعلومت الواردة في بعض المصادر. ولكن لا توجد أي معلومات بشأن مكان قبرها.
في 2 أغسطس من عام 2001 تم إدراج المبنى في قائمة العقارات ذات أهمية تاريخية وسياسية للدولة وقد تم افتتاح المبنى في 5 تموز من عام 2012 بعد عمليات ترميم للجمهور.

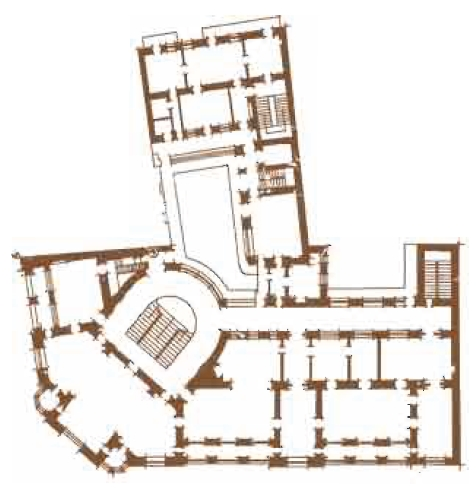
مخط قصر السعادة